# 小峯和明
小峯 和明（こみね かずあき、1947年12月10日 - ）は、日本の日本文学研究者。説話を中心とした中世文学が専門。学位は、文学博士（早稲田大学・論文博士・1987年）（学位論文「今昔物語集の形成と構造」）。立教大学名誉教授。

## 略歴
静岡県生まれ。
1971年に早稲田大学第一文学部国文科卒、1977年に同大学院博士課程単位取得満期退学。
1974年に早稲田大学系属早稲田実業学校教諭、1979年に徳島大学教養部助教授、1984年に国文学研究資料館助教授。1995年に立教大学文学部教授、2013年に立教大学を定年退任。
1981年に日本古典文学会賞を受賞。1987年「今昔物語集の形成と構造」で早稲田大学より文学博士の学位を取得。

## 著書
- 『今昔物語集の形成と構造』笠間書院 1985
- 『説話の森 天狗・盗賊・異形の道化』大修館書店 1991、岩波現代文庫 2001
- 『中世説話の世界を読む』岩波書店〈岩波セミナーブックス〉 1998
- 『宇治拾遺物語の表現時空』若草書房 1999
- 『説話の声 中世世界の語り・うた・笑い』新曜社〈「叢書」物語の冒険〉 2000
- 『説話の言説 中世の表現と歴史叙述』森話社 2002
- 『今昔物語集の世界』岩波ジュニア新書 2002
- 『『野馬台詩』の謎 歴史叙述としての未来記』岩波書店 2003
- 『院政期文学論』笠間書院 2006
- 『中世日本の予言書 〈未来記〉を読む』岩波新書 2007
- 『中世法会文芸論』笠間書院　2009
- 『東奔西走　中世文学から世界の回路へ』笠間書院 2013
- 『遣唐使と外交神話 『吉備大臣入唐絵巻』を読む』集英社新書 シリーズ〈本と日本史〉  2018
- 『予言文学の語る中世　聖徳太子未来記と野馬台詩』吉川弘文館 2019
- 『世界は説話にみちている　東アジア説話文学論』岩波書店 2024

### 共編著・監修
- 『説話文学　古代編・中世編』鷹尾純・田嶋一夫・林雅彦共編　双文社出版 1981
- 『今昔物語集と宇治拾遺物語 説話と文体』 有精堂出版（日本文学研究資料新集）1986
- 『今昔物語集』森正人共編 ほるぷ出版（日本の文学）1987
- 『新日本古典文学大系 今昔物語集』 岩波書店 1994-2001。全5巻・別巻1
- 『中世の知と学 <注釈>を読む』三谷邦明共編 森話社 1997
- 『宝鏡寺蔵『妙法天神経解釈』全注釈と研究』 笠間書院 2001
- 『今昔物語集を学ぶ人のために』 世界思想社 2003
- 『『平家物語』の転生と再生』 笠間書院 2003
- 『日本霊異記を読む』篠川賢共編 吉川弘文館 2004
- 『三宝絵を読む』小島孝之、小林真由美共編 吉川弘文館 2008
- 『源氏物語と江戸文化 可視化される雅俗』小嶋菜温子、渡辺憲司共編 森話社 2008
- 『文学に描かれた日本の「食」のすがた 古代から江戸時代まで』ハルオ・シラネ、渡辺憲司共編 至文堂 2008（「国文学解釈と鑑賞」別冊）
- 『今昔物語集を読む』 吉川弘文館（歴史と古典）2008
- 『漢文文化圏の説話世界』編　竹林舎　2010　中世文学と隣接諸学
- 『古琉球をめぐる文学言説と資料学 東アジアからのまなざし』池宮正治共編　三弥井書店　2010
- 『東アジアの今昔物語集 翻訳・変成・予言』編　勉誠出版　2012
- 『図説 あらすじでわかる 今昔物語集と日本の神と仏』監修. 青春出版社・青春新書 2012
  - 『図説 神さま仏さまの教えの物語 今昔物語集』 青春出版社・青春文庫, 2020
- 『日本文学史　古代・中世編』編　ミネルヴァ書房　2013
- 『日本文学史』編 吉川弘文館　2014
- 『〈シリーズ〉日本文学の展望を拓く』全5巻 監修. 笠間書院, 2017
- 『東アジアの仏伝文学』編. 勉誠出版, 2017
- 『奈良絵本釈迦の本地 原色影印・翻刻・注解 ボドメール美術館所蔵』金英順, 目黒将史共編. 勉誠出版, 2018
- 『〈作者〉とは何か 継承・占有・共同性』ハルオ・シラネ,鈴木登美,十重田裕一共編、岩波書店、2021.3
- 『日本と東アジアの〈環境文学〉』編、勉誠社、2023.7

### 翻訳
- 『新羅殊異伝　散逸した朝鮮説話集』 増尾伸一郎共編訳、平凡社東洋文庫、2011
- 覚訓『海東高僧伝』 金英順共編訳、平凡社東洋文庫、2016
- 『日本往生極楽記・続本朝往生伝』 岩波文庫、2024.11。大曾根章介校注を改訂